# Truls Gisselman
Truls Gisselman, född den  8 juni 2001, är en svensk längdskidåkare. Han tävlar för Rehns Bk och representerar det svenska landslaget.
Vid U23-VM i längdskidskidåkning 2024 ingick Gisselman i det svenska laget som tog brons. Vid VM i skidåkning 2025 ingick Gisselman i det svenska stafettlaget som tog brons.